# Judicial Committee of the Privy Council
Das Judicial Committee of the Privy Council (JCPC), gegründet 1833, ist das oberste Appellationsgericht für die Kronbesitzungen und Überseegebiete des Vereinigten Königreichs von Großbritannien und Nordirland, jene Commonwealth-Länder, die die höchste Appellationsinstanz bei der britischen Krone belassen haben, sowie einige weitere inländische Gerichte. Formell bildet er – wie das Kabinett des Vereinigten Königreichs – einen Ausschuss des Privy Council (Geheimen Kronrats) des Monarchen.
Das Judicial Committee zog am 13. August 2009 um und befindet sich seitdem, zusammen mit dem Supreme Court, im Supreme Court Building am Parliament Square in London. Das Verfahren richtet sich nach eigenen Bestimmungen.

## Rolle und Struktur
Bis Ende August 2009 wurde die Rolle des obersten Gerichts im Vereinigten Königreich von zwei unterschiedlichen Instanzen wahrgenommen: innerhalb des Vereinigten Königreichs vom Appellate Committee of The House of Lords und außerhalb vom Judicial Committee of the Privy Council. Seit dem 1. Oktober 2009 wird die Rolle des obersten Berufungsgerichts im Vereinigten Königreich vom Supreme Court wahrgenommen. Damit fiel die Rolle des Appellate Committee of The House of Lords als oberstes Gericht weg.
Die Zuständigkeiten des Judicial Committee of the Privy Council blieben jedoch weitgehend bestehen und gliedern sich wie folgt:

### Berufungsverfahren im Vereinigten Königreich
Das Judicial Committee of the Privy Council ist zuständig:
- in Berufungsverfahren des Ehrengerichts des Royal College of Veterinary Surgeons (berufsständische Organisation der Tiermediziner),[5]
- in Berufungsverfahren gegen Pläne von Kirchenbeauftragten (welche den Besitz der Church of England verwalten),[6]
- in Berufungsverfahren des Arches Court of Canterbury und des Chancery Court of York in nicht-doktrinellen Fällen,[7]
- in Berufungsverfahren des Court of Chivalry (Gerichtshof für die missbräuchliche Verwendung von Wappen),
- in Berufungsverfahren des Court of Admiralty (Gericht der Admiralität) zuständig für die Cinque Ports (Bund von Hafenstädten),
- in Berufungsverfahren des Prize Courts (in Bezug auf in Kriegen gekaperte Schiffe),[8]
- in Streitigkeiten unter dem House of Commons Disqualification Act (in Bezug auf Mitglieder des House of Commons).[9]

- Außerdem hat der König bzw. die Königin die Autorität, entsprechend dem Abschnitt 4 des Judicial Committee Act 1833[1] jede Angelegenheit zur Erörterung und Berichterstattung an das Judicial Committee of the Privy Council zu überweisen.

Entsprechend dem Constitutional Reform Act 2005 (Verfassungsreformgesetz von 2005) werden Devolutions (Verlagerung politischer Kompetenzen) des Vereinigten Königreichs in die Regionen jetzt vom Supreme Court gehört.

### Kronbesitzungen der britischen Krone
Das Judicial Committee of the Privy Council ist zuständig für die Kronbesitzungen der britischen Krone (Crown dependencies):
- Jersey[10]
- Guernsey[10]
- Isle of Man

### Überseegebiete
Das Judicial Committee of the Privy Council ist für folgende 14 Überseegebiete (overseas territories) zuständig:
- Akrotiri und Dhekelia,[11] Militärbasen auf Zypern
- Anguilla[12] (Eastern Caribbean Supreme Court, ECSC)
- Bermuda
- Britisches Antarktis-Territorium[13]
- Britisches Territorium im Indischen Ozean[14]
- Britische Jungferninseln[15] (ECSC)
- Cayman Islands[16]
- Falklandinseln[17]
- Gibraltar[18]
- Montserrat[19] (ECSC)
- Pitcairninseln[20]
- St. Helena, Ascension und Tristan da Cunha[21]
- Südgeorgien und die Südlichen Sandwichinseln[22]
- Turks- und Caicosinseln[23]

### Commonwealth
Das Judicial Committee of the Privy Council ist für folgende, in Personalunion mit der britischen Krone verbundenen Commonwealth-Staaten (Commonwealth Realms) zuständig:
- Antigua und Barbuda[24] (ECSC)
- Bahamas[25]
- Cookinseln (mit Neuseeland assoziiert)
- Grenada
- Jamaika[26]
- Niue (mit Neuseeland assoziiert)
- St. Kitts und Nevis[27] (ECSC)
- St. Lucia[28] (ECSC)
- St. Vincent und die Grenadinen[29] (ECSC)
- Tuvalu[30]

Mit der Einrichtung eines eigenen Supreme Court schaffte Neuseeland 2004 den in London für sich bis dahin zuständigen Privy Council ab. Allerdings hatte diese Änderung keinen Einfluss auf die Zuständigkeit des Judicial Committee of the Privy Council für die assoziierten Länder Cook Islands und Niue.
Das Judicial Committee of the Privy Council ist weiterhin auch für folgende Commonwealth-Staaten zuständig:
- Brunei[31]
- Kiribati[32]
- Mauritius[33]
- Trinidad und Tobago[34]

### Ehemaliger Zuständigkeitsbereich
Ehemals zum Zuständigkeitsbereich gehörten zahlreiche weitere Gebiete, darunter:
- Irischer Freistaat (bis 1933)
- Kanada (1949)
- Indien (1950)
- Pakistan (1950)
- Südafrikanische Union (1950)
- Nigeria (1963)
- Australien (1968/1986)
- Guyana (1970; nunmehr Caribbean Court of Justice, CCJ)
- Lesotho (1970)
- Ceylon (1972)
- Malaysia (1985)
- Singapur (1994)
- Hongkong (1997)
- Gambia (1998)
- Neuseeland (2004)
- Barbados (2005; CCJ)
- Belize (2010; CCJ)
- Dominica (2015; CCJ)